# Maximiliano Sigales
Maximiliano Sigales, vollständiger Name Maximiliano Sigales Straneo, (* 30. September 1993 in San Carlos) ist ein uruguayischer Fußballspieler.

## Karriere
Der 1,84 Meter große Offensivakteur Sigales steht mindestens seit der Saison 2013/14 beim seinerzeitigen Zweitligisten Club Atlético Atenas im Kader. Beim Verein aus San Carlos absolvierte in jener Spielzeit 2013/14 19 Spiele in der Segunda División. Dabei erzielte er ein Tor. Am Saisonende stieg sein Verein in die höchste uruguayische Spielklasse auf. In der Saison 2014/15 wurde er 13-mal (kein Tor) in der Primera División eingesetzt, kehrte mit dem Klub jedoch am Saisonende zurück in die Zweitklassigkeit. In der Spielzeit 2015/16 bestritt er 20 Ligaspiele und schoss elf Tore. Anfang Juli 2016 wechselte er nach Argentinien zu Godoy Cruz. Dort traf er  einmal bei sieben Erstligaeinsätzen und stand dreimal (kein Tor) in der Copa Libertadores 2017 auf dem Platz. Mitte Juli 2017 wurde er an den uruguayischen Erstligisten Boston River ausgeliehen.